# Chegg
Chegg Inc. ist ein US-amerikanisches Unternehmen für Bildungstechnologie mit Sitz in Santa Clara, Kalifornien. Chegg bietet Verleih von digitalen und physischen Lehrbüchern, Online-Nachhilfe und andere Dienstleistungen für Studenten an.

## Geschichte
Im Oktober 2000 starteten die Studenten Josh Carlson, Mike Seager und Mark Fiddleke den Vorläufer Cheggpost, eine Pinnwand für Studenten der Iowa State University, der Universität der Gründer. Chegg ist ein Kofferwort der beiden Wörter Chicken und Egg.
Daraufhin arbeitete Josh Carlson dann Osman Rashid zusammen. Dieser war ein begeisterter Nutzer der Website, der das Potenzial erkannte, den Schulbuchmarkt zu revolutionieren. Im Juni 2005 wurde das Unternehmen dann gegründet.
Im Februar 2006 verließ Josh Carlson dann das Unternehmen.
2007 passte das Unternehmen dann sein Geschäftsmodell an das damalige mietbasierte Modell von Netflix an und konzentrierte sich auf die Vermietung von Lehrbüchern an Studenten.
Während das Unternehmen im gesamten Geschäftsjahr 2008 einen Umsatz von 10 Mio. USD generierte, waren es alleine im Januar 2009 10 Mio. USD.
2010 wurde dann Dan Rosensweig zum neuen CEO von Chegg Inc. bekanntgegeben.
Im April 2017 ging Chegg dann eine Partnerschaft mit Pearson Education ein.
2018 gab Chegg dann bekannt, Opfer eines sogenannten Datenlecks wurden. Dabei sollen ca. 40 Mio. Kundendaten abgegriffen worden sein.
Kurz später wurde das Unternehmen von Fortune in die Liste „25 beste kleine und mittlere Arbeitsplätze für Frauen“ aufgenommen.
2021 übernahm Chegg die Sprachenlernplatform Busuu.com für 385 Millionen Euro.

## Unternehmen

### Leitung
- Dan Rosensweig, President und CEO

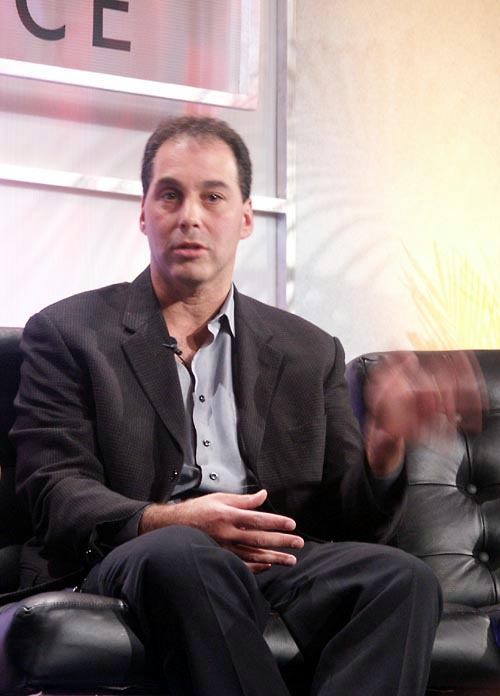
Bild von Dan Rosensweig

- Nathan Schulz, President of Learning Services
- Andrew Brown, CFO
- Mike Osier, Chief Information Officer und Chief Outcomes Officer
- Esther Lem, Chief Marketing Officer
- John Filmore, Chief Strategy Officer
- Dana Jewell, Sekretärin und Associate General Counsel[2]

### Geschäftszahlen
Im Jahr 2019 erwirtschaftete das Unternehmen einen Umsatz von 411 Mio. USD. Das entspricht einer Steigerung von mehr als 30 % gegenüber dem Geschäftsjahr davor mit 321 Mio. USD Umsatz.
| Jahr | Umsatz | Gewinn | Bilanzsumme | Mitarbeiter |
| ---- | ------ | ------ | ----------- | ----------- |
| 2010 | 149    | −26    | 0           |             |
| 2011 | 172    | −38    | 196         |             |
| 2012 | 213    | −49    | 196         | 613         |
| 2013 | 256    | −158   | 327         | 639         |
| 2014 | 305    | −65    | 318         | 709         |
| 2015 | 301    | −59    | 291         | 672         |
| 2016 | 254    | −42    | 291         | 766         |
| 2017 | 255    | −20    | 447         | 893         |
| 2018 | 321    | −15    | 761         | 1087        |
| 2019 | 411    | −10    | 1489        | 1401        |

## Problematische Nutzung
Diese Site wird als eine Contract-Cheating-Site identifiziert, d. h. Schüler und Studierende nutzen Chegg, um unter anderem Lösungen für Klausuraufgaben zu erwerben.